# Daimaō Kosaka
Kazuhito Kosaka (古坂和仁), plus connu sous le nom de Daimaō Kosaka (古坂大魔王), né le 17 juillet 1973 à Aomori au Japon, est un chanteur et humoriste japonais. Il se fait connaître via son personnage fictif Piko-Taro (ピコ太郎) qu'il incarne dans son single Pen-Pineapple-Apple-Pen.

## Discographie

### Albums
- 2016 : PPAP, Avex Trax
- 2018 : I have a PPAP
- 2019 : PIKO10 Project

### Singles
- 2016 :
  - The Theme Song of Piko-Taro
  - Romita Hashinikov
  - Kashite Kudasaiyo
  - Neo Sunglasses
  - Pen-Pineapple-Apple-Pen
  - PPAP vs. Axel F.
- 2017 :
  - I like OJ
  - BBBBB
  - Lullaby Lullaby
  - Love and peace (Summersong 2017)
- 2018 :
  - Vegetable, avec Momoiro Clover Z
  - Can you see ? I'm a sushi (I am a sushi)

- 2019 :
  - Wa-Do-Anbe
  - I'm standing